# Seznam glasbenih del Uroša Rojka
Seznam glasbenih del Uroša Rojka.

### Orkestralna glasba
- Izvir II (2007) za veliki orkester, posnetek in obligatni »pol-klarinet«; Verlag Neue Musik Berlin, krstna izvedba: 15.05.2008, Ljubljana, »Vzhod-zahod« - EBU koncert simfonikov RTV SLO, dir. En Shao, U. Rojko („pol-klarinet“), ca 28´
- Izvir (2007) za komorni orkester in obligatni »pol-klarinet«; Verlag Neue Musik Berlin, krstna izvedba: 28. september 2007, Varšavska jesen (naročilo ob 50 obletnici festivala), AUKSO komorni orkester (Poljska), dir. Marek Moś, „pol-klarinet“ U. Rojko, ca 24´
- Koncertant(n)i K(O-J)U-JE-JO (2003/04), koncert za dva klarineta in orkester; EDSS, krstna izvedba:  Ljubljana, 25/26.11.2004; Jure Jenko in Jože Kotar – klarineti, Orkester Slovenske Filharmonije, dir. David Itkin, 24´
- Concerto fluido (2000/03) za akordeon in 16 instrumentov; krstna izvedba: Festival ECLAT - “Musik der Jahrhunderte”, Stuttgart 2004; Stefan Hussong – akordeon, Ensemble SurPlus, dir. James Avery, ca. 20´
- Evocation (1998/09) za orkester in skupine v ozadju; EDSS, krstna izvedba: Ljubljana 1999, orkester Slovenske Filharmonije, dir. Alexander Drcar, 13´
- Mo/tention (1996/97) za veliki orkester in skupine v prostoru; Ricordi Milano, krstna izvedba: Berlin, Biennale 2007; 20´
- Sinfonia concertante (1993) za flavto (tudi pikolo in altovsko fl.), oboo (tudi oboo d´amore in angleški rog), klavir in orkester; Ricordi Milano,: krstna izvedba: Ljubljana 1994; 25´
- Inner voices (1989/90) za flavto (tudi pikolo in altovsko fl.) in komorni orkester, Ricordi Milano, Partitura (135714), krstna izvedba: Wien Modern 1991; 16´
- Dih ranjenega časa (1987/88) za veliki orkester; Ricordi Milano, krstna izvedba: Donaueschinger Musiktage 1988; 14´
- Tongenesis (1985) za veliki orkester; Ricordi, krstna izvedba: Amsterdam (Hilversum) 1986; 18´
- Koncert za klavir in orkester (1983) EDSS, krstna izvedba: Opatija 1983; 28´
- Glasba za orkester (1980) EDSS, krstna izvedba: Ljubljana 1984; 12´
- "8 - 80 " (1980) za godalni ork. In tolkala; EDSS, krstna izvedba: Ljubljana 1980; 10´
- Invenzione pastorale (1979) za violino in orkester; EDSS; krstna izvedba: Bratislava 1979; 6´
- La Gomera (2012)

### Komorna glasba
- Hommage a M... (2007) za oboo in klavir.
- Elegija per Hugo (2007) verzija za klarinet in kitaro; Ms., krstna izvedba: 26.10.2007, Zemono, Kogojevi dnevi
- Im Zeichen des Erfühlens (2007) za klarinet in akordeon, Edition Wunn, krstna izvedba: Trossingen,12.06.07, Hugo Noth–akordeon, Uroš Rojko–klarinet, 9´
- Pobegli trio (2006) za harmonikarski trio, Edition Wunn, krstna izvedba: Zemono, 26.10.2007, Kogojevi dnevi, Trio SLO a 3, ca 11´
- Stone wind V (2006) za klarinet, violončelo in akordeon, Ms., ca 12´
- A venti...ur (2006) za 11 glasbenikov (ob 20. obletnici ansambla Aventure-Freiburg); krstna izvedba: Freiburg, 18.05.2006, ca 5´
- A string of pearls (2006) za violo in klavir; Ms, krstna izvedba: Ljubljana 17.05.2006, ca 10´
- Krog III (2005) za akordeon kvartet; Edition Wunn, krstna izv. Trossingen 22.04.2006, 15´
- Meteor (2005) verzija za violino, violončelo in klavir; Verlag Neue Musik Berlin, krstna izvedba: Ljubljana, 26.10.2007, Ensemble Pierot Lunaire, ca 5´
- Piano motorico (2005) za dva klavirja, Ms., ca 11´
- Stone wind IV (2005) za violončelo, akordeon in klavir;Verlag Neue Musik Berlin, krstna izvedba: Berlin, 18.12.2005, Ensemble Mosaik, ca 12´
- Krog II (2005) za godalni kvartet, Ms., ca 16´
- Meteor (2005) za flavto, violončelo in klavir; Verlag Neue Musik Berlin, krstna izvedba: “Schreyaner Herbst” 18.09.2005, ca 5´
- Krog I (2005) za kvartet viol da gamba, Ms., krstna izvedba: Radovljica, 13.08.05, “Concordia” gamba consort, 15:45
- Genug (2004) za dve kitari in akordeon; Edition Wunn, ca 11´
- Dice song (2005) za najmanj 9 glasbil, variabilna zasedba in 3 do 4 otroke, ki mečejo kocke; Edition Wunn; krstna izvedba: Schweinfurt 19.16.04, ca 9´
- Stone wind III (2005) za saksofon, violončelo in akordeon; Verlag Neue Musik Berlin, ca 12´
- Stone wind II (2003/04) für za fl, cl, cr, perc., vln, cb; Verlag Neue Musik Berlin, krstna izvedba: Amsterdam - April 2004, Ansambel MD7, koncert AG, ca. 12´
- Micro - ostinati (2003) za klarinet in kitaro; Verlag Neue Musik Berlin, krstna izvedba: Zemono, 16.10.2007, Kogojevi dnevi, Uroš Rojko – klarinet, Klara Tomljanovič – kitara,  ca. 13´
- Septetto fluido (2002/03, rev. 2004) za pihalni kvintet, klavir in kontrabas; Verlag Neue Musik Berlin, krstna izvedba: Staatsoper München (Neue Kammermusik); po naročilu državne opere München 16.05.2003, 14´
- Trio fluido 2002(rev. 2003/04) za 2 saksofona in klavir; Ms., krstna izvedba: Freiburg, 2004,  ca. 15´
- VOX (2001) za klarinet in akordeon; Edition Wunn, krstna izvedba: Digne les Baines 2002, Hugo Noth – akordeon, Uroš Rojko-klarinet, ca. 11´
- Ironica (1999), I. verzija za fl, cbfg in klavir; EDSS, krstna izvedba: Ljubljana 1999: ca 11´ II. verzija za vln (tudi vla), fg (tudi cfg) in klavir; Ms., krstna izvedba: Ljubljana 1999; ca.11´
- In Wellen verwoben (Vtkan v valove) (1998) za 6 tolkalcev (po naročilu ansambla les Percussion dé Strasbourg); Ms., krstna izvedba: Pariz, 9.10. 1999; ca. 12´
- Evocation (1998) za violončelo in akordeon; Edition Wunn, krstna izvedba: Digne les Bains 1998; ca 13´
- Secret message II (1998), 2. verzija, za klarinet, violončelo in klavir; Ms., krstna izvedba: Ljubljana  1998; 15´ 40˝
- Secret message II (1997) (Brahms in Buenos Aires) za klarinet, violončelo, klavir in posnetek; Ms., krstna izvedba: Rotterdam 1998; 18´
- Secret message (1997) za violončelo in klavir; Ms., krstna izvedba: Rotterdam 1998; 15´
- Try to fly (1997) za Sho in akordeon; Ms., krstna izvedba: Yamaguchi (Akyioshidai Fest. 1997);12´
- Stone wind I (1997) za flavto in klarinet; krstna izvedba: Maastricht 1997; 10´
- Calm down (1996/97) – duo za  blokflavte in tolkala; krstna izvedba: Yamaguchi (Akyioshidai Festival 1996, Japonska); 10´
- Tangi (1995) za 2 klavirja; EDSS, krstna izvedba: Ljubljana 1998; 11´
- Tangi (1995) za akordeon in klavir; Verlag Neue Musik Berlin, krstna izvedba: Villingen 1995; 11´
- Capriccios (1994/95) za kvartet pozavn; Ms., krstna izvedba: Karlsruhe 1995; 10´
- Molitve (1994) za violo violo in akordeon; Edition Wunn, krstna izvedba: Berlin 1994; 20´
- Music of strings (1994) za kitaro in 18 godal; Ms., krstna izvedba: Kanal (Kogojevi dn. 1994); 15´
- Bagatelle (1994) za akordeon in klavir; Verlag Neue Musik Berlin, krstna izvedba: Saarbrücken 1994; ca 16´
- Elegija per Hugo (1993) za flavto in kitaro; Ms., krstna izvedba: Freiburg 1993; 7´
- Elegija per Hugo (1993) za akordeon (+ priredba za violo in akordeon,  kontrabas in ak.); Verlag Neue Musik Berlin, krstna izvedba: Villingen 1994; 7´
- Godba (1993) za altovski saksofon in klavir; EDSS, krstna izvedba: Ljubljana 1992; 14´
- Ottoki (1990/91) – ciklus za pihalni kvintett; Ricordi Milano, krstna izvedba: Trossingen 1991, Ensemble Aventure, Freiburg; 15´
- Stekleni glasovi (1989) za fl in pf; Ricordi, krstna izvedba: Ljubljana 1990; 12´30˝
- Atemaj (1989) za flavto (tudi pikolo in altovsko fl.) in oboo; Ricordi Milano, krstna izvedba: Zagreb 1989, Mateja Haller - fl., Matej Šarc - ob.; 13´
- Atonkanon (1989) za poljubno zasedbo; Ortwin  Nimczik, Wolfgang Rüdiger: Instrumentales Ensemblespiel, Band 2, Con Brio ISBN 3-930079-83-6, krstna izvedba: Villingen 1995; 5´-7´
- Tongarten (1989) za fl,ob,cl,cr,tr,tb,pf,perc,cb; Ms., krstna izvedba: Kirchzarten 1989; 20´
- 4 uganke in 3 pravilne rešitve (1989) za 4 klarinete (mladinska literatura); Ms.,krstna izvedba: Freiburg 1989; 7´
- Simpatija (1988)  za klarinet (ali oboo) in klavir (mladinska literatura); Igor Karlin: Šola za klarinet, krstna izvedba Freiburg 1988; 5´
- Glasba za dvanajst (1987) za fl., ob.,cl., cr., tr.,tn., timp., vn, vla ,vc, cb; Ricordi Milano, krstna izvedba: Zagrebški bienale 1987; 12´
- Tongen II (1986) za 2 kontrabasa; krstna izv.: Freiburg 1987; 9´
- Tongen (1986) za violino, “polklarinet” in klavir; EDSS, krstna izvedba: Ljubljana 1986; 10´
- Godalni kvartet št. 1 (1984); Ricordi Milano, krstna izvedba: Dunaj 1985; 12´
- Melanholija (1982) za violocčelo in klavir; EDSS, krstna izvedba: Ljubljana 1982; 9´
- Sedem vzdihljajev (1981) za klarinet in klavir; Ms., krstna izvedba: Ljubljana 1981; 7´
- Simpatija (1980) za klavir štiriročno, EDSS (mladinska literatura), krstna izvedba: 05.06.1981, Tolmin, ca. 4´
- Studio za tolkala (1979) za tolkalni kvintet; Ms., krstna izvedba: Ljubljana 1979; 14´
- Pet portretov (1978) za klarinet, violončelo in klavir; Ms., krstna izvedb: Ljubljana 1979; 10´
- Štiri novele (1977) za violino in klavir, EDSS,  krstna izvedba: Ljubljana 1978; 15´

### Glasba za solo instrumente
- Accordica (2009) za akordeon solo, ca 11´, krstna izvedba: Ljubljana 2009 (Luka Juhart)
- Acustica (2008) za klavir solo, ca 25´
- Maria Daniela (2006) za klavir (mladinska literatura), EDDSS, ca 2´
- Chiton (Pst!) (2003) za kitaro solo (po radiranki “Capricho 28” Francisca de Goye); Ms., krstna izveba: Stuttgart 2004, Jürgen Ruck – kitara ca. 4´
- Piano fluido (2001) za klavir (rev.2003/04); Verlag Neue Musik Berlin, krstna izvedba: Rim 14.07.2005, Elitza Stoyanova Habrova - klavir, ca. 13´
- Lamento (2001) altovski saksofon (mladinska literatura); Ms., 4´
- Spin (2001) za akordeon solo; Ms., ca. 8´
- Luna, acqua e chiara (1998) za kitaro solo; EDSS, krstna izvedba: Ljubljana 1999; ca. 11´
- Calm down (1996/97) – verzija za blokflavtista, krstna izvedba (?) Toshia Suzuki; 9´
- 3 tangi (1994) za akordeon solo; Ms,
- Elegija per Hugo (1993) za akordeon, Verlag Neue Musik Berlin, krstna izv.: Trossingen 1993 (Christine Paté), 7´
- Whose song (1991) za akordeon; Ricordi Milano (135991), krstna izv.: Saarbrücken 1992 (Stefan Hussong); 12´
- Tati (1990/91) za violino solo; Ricordi Milano, krstna izvedba: Freiburg 1994 (Tatjana Lipovšek); ca 4´
- Aussagen des Lichtes (1990) za orgle; Ms., krstna izvedba: Graz 1990 (Musikprotokoll - Daniel Schlee); 10´
- Ja (1986/87) za violončelo z dvema lokoma; EDSS, krstna izvedba: Ljubljana 1987 (Tomaž Sever); 9´
- »... za pikolistko«  (1985); Ricordi Milano, krstna izvedba: Darmstadt 1986 (Mateja Haller); 7´
- Iskanon (1984) za flavto solo; Ms., krstna izvedba: Ljubljana / Freiburg 1985; 14´
- Anatraum (1984) za ozvočeni klarinet; Ms., krstna izvedba: Freiburg 1986 (Walter Ifrim); 15´
- Passing away on two strings (1984) za kitaro; Ricordi  Milano, krstna izvedba: (Magnus Andersson) Darmstadt 1984 ; 12´

### Zborovska glasba
- Žabeceda (2006) za otroški zbor in klavir; ca 3´
- Reki (2002) za ženski ali dekliški zbor; Ms., ca. 7´
- Matematematika (2001, rev. 2005) za mladinski zbor in klavir; Ms; krstna izvedba: Koper 2004, OPZ glasbene šole Koper, dir. Maja Cilenšek, ca. 5´
- La bella donna dove amor si nostra (2000/2001) za mešani zbor a capella, na tekst Milana Jesiha; Ms., krstna izvedba: Deutscher Chorwettbewerb 2002 v Osnabrücku, komorni zbor Saarbrücken, dir. Georg Grün; ca. 7´
- Otrok je pesem (1991) – ciklus za mešani zbor; ZKO (Naši Zbori - Ljubljana), krstna izvedba: Ljubljana 1991; APZ Tone Tomšič. Dir. Jože Fürst, 20´
- Chor - Rohr - Musik (1987) za  7 glasov in 7 glasbenih cevi; Ms., krstna izvedba: Freiburg 1988, vokalni solisti - študenti na visoki šoli za glasbo v Freiburgu, dir. Johannes Schöllhorn; 7´
- Vodomet (1983) za mladinski zbor; na besedilo B. A. Novaka; ZKO (Naši  zbori),  krstna izvedba: Denhaag, Holandija 1983, MPZ Slovenske matice Trst, dir. Stojan Kuret; 6´
- Sončnice (1983) za dekliški ali ženski pevski, besedilo Svetlana Makarovič, krstna izv. Idrija 1983, ŽPZ Idrija, dir. Aldo Kumar
- Bonbon (1982) za moški zbor, na besedilo Roberta Desnosa, krstna izv. Ljubljana, SF 1982, moški zbor Vinko Vodopivec, dir. Tomaž Svete
- Za en gobček pesmic (1980) ciklus pesmic za enoglasni otroški zbor s klavirsko spremljavo, besedilo Svetlana Makarovič, EDDSS, GRLICA, krstna izvedba: 13.06.1987 Trst, OPZ glasbene matice Trst, dir. Stojan Kuret, ca 25´
- Uleomina(1980) za mešani zbor ; ZKO (Naši  zbori ); krstna izvedba: Ljubljana 1983, APZ Tone Tomšič, dir. Jernej Habjanič,  7´
- Glasovi (1978) za mešani zbor; Ms., krstna izvedba: Opatija 1978
- Taščica, en-dva-tri (1978) za otroški zbor s klavirsko spremljavo, besedilo Ida Rojko, krstna izvedba: Ljubljana 1978, (OPZ OŠ Majde Vrhovnik, dir. U. Rojko)
- Ljubljanski zmaj (1978) za otroški zbor s klavirsko spremljavo, besedilo Ida Rojko, krstna izvedba: Ljubljana, 11.04.1979 (OPZ OŠ Majde Vrhovnik, dir. U. Rojko)

### Vokalno-inštrumentalna glasba
- Cum grano salis (2004) za mezzosopran, flavto, kitaro in tolkala, Verlag Neue Musik Berlin, krstna izvedba: Münster - Bentlage, 19.09.04, ca 30´
- Kanon rojakom (2003) za orkester, mešani zbor (in recitatorja); Ms., ca. 22´
- Miru (1998) za klarinet in mešani zbor; Ms., ca. 12´
- Et puis plus rien le réve (1992) – ciklus za bariton, violončelo in akordeon; EDSS, krstna izvedba: Digne les Bains (Francija) 1992; 20´
- Mačja predilnica (1980) - kantata za soliste, mladinski zbor in orkester; EDDSS, krstna izvedba: Ljubljana 1980; 30´
- Mrtvaško noč je svet začel (1978) za MZS in ansambel, besedilo Roman Rojko, Ms., krstna izvedba: Udine 06.09.1979, ca 12´

### Elektroakustična glasba
- In jedem Sprung (2005) za sopran, tolkala in  Live-elektroniko, besedilo: Marianne Hall; Verlag Neue Musik Berlin, krstna izvedba: Freiburger Theater, 05.04.05 (Heidi Elisabeth Meier – S, Olaf Tzschoppe – tolkala., “Experimentalstudio der Heinrich-Strobel-Stiftung des SWR” (režija zvoka: André Richard, Reinhold Braig, Thomas Hummel, Uros Rojko); ca 24´
- Rondo-vous (2000/2002) za ansambel (fl, tudi cbfl., ob, cl, tudi cbcl., pf, vn, vlc) in Live-elektroniko; krstna izvedba: ARS NOVA - Rottenburg 2002; Ensemble Recherche-Freiburg, eksperimentalni studio za elektroakustično glasbo fondacije Heinrich-Strobel južnonemškega radia Freiburg, ca 19´
- Ritualities (1996) za zvočni trak (CD), produkcija v eksperim. studiu za elektrokustično glasbo  fondacije Heinrich – Strobel južnozahodnega nemškega radia Freiburgu); krstna izvedba: Freiburg 1996; 9´

### Didaktična glasba
- Maria Daniela (2006) za klavir, EDDSS, ca 2´
- Dice song (2004) za najmanj 9 glasbil, variabilna zasedba in 3 do 4 otroke, ki mečejo kocke;
- Atonkanon (1989) za poljubno zasedbo od 5 do 10 izvajalcev
- Die Reihe (Vrsta) in der Hall (Odmev) (1989) za klarinet in klavir
- Štiri uganke in tri pravilne rešitve (1989) za 4 klarinete; 7´
- Simpatija (1988)  za klarinet (ali oboo) in klavir; Igor Karlin: Šola za klarinet; 5´
- Simpatija (1980) za klavir štiriročno, EDSS; ca. 4´
- Pesem in ples (1978) za klarinet in klavir

### Glasba za gledališče in ples
- Krst pri Savici (2007) (F. Prešeren) – glasba za lutkovno predstavo, rezija in dramaturgija: Alenka Pirjevec, Karl Brisnik, likovna zasnova, izdelava lutk: Alenka Pirjevec, koprodukcijska postavitev LGL in Gledališča Glej, prva premiera: 06.02.2008
- Popolni korak / Perfect step (2000/2001), glasba za plesno predstavo skupine “En-knap”, produkcija eksperimentalnega studia “der Heinrich -Strobel-Stiftung des SWR” Freiburg; krstna  izvedba: Ljubljana  2001, 63´
- Disident Arnoz in njegovi (1983) - Glasba za gledališko predstavo Draga Jančarja, 1983 - glasba za gledališko predstavo Triko

## Diskografija
- SPIN - Dimetrik plays ROJKO (2007), Wolfgang Dimetrik - akordeon, Sabine Kracher - klavir; TELOS Music records, TLS 122 (Bagatellen, Elegia, Whose Song, Spin, Tangos I-V)
- Caprichos Goyescos Vol. 1, Jürgen Ruck – Gitarre (2005); MDG 603 1341-2 (Chiton za kitaro solo)
- Hudba hudbicka With Composers of Our Time, SLOWIND FESTIVAL 2004, SQ CD 005 (Septetto fluido, Dice–Song)
- Cum grano salis (2004), Annette Kleine, Robert Aitken, Reinbert Evers, Stephan Froleyks; AMBITUS, amb 96867 (Cum Grano Salis za mezzosopran, flavto, kitaro in tolkala)
- Tomaz Marčič – akordeon (2003), CODA CD 01086, Slovenija (Whose Song)
- Klara Tomljanovič – kitara (2002), SAZAS 107092 (Luna, acqua e chiara)
- The Art of Walking (2001) – glasba za plesno predstavo The perfect Step? EN-KNAP; VITRUM d.o.o. (www.vitrum.si)
- Uroš Rojko - INNER VOICES (2001), Ed.DSS200027 (Portraits of Slovenian Composers, skladatelji@drustvo.dss.si) Inner Voices za flavto in komorni orkester, Glass Voices za flavto in klavir, Luna, Acqua e Chiara za kitaro, ...za pikolistko, Evocation za veliki orkester, Atemaj za flavto oboo
- Uroš Rojko - CHAMBER  MUSIC (1999 ), James Creitz-viola, Hugo Noth, Stefan Hussong-akordeon, Mika Yamada-klavier; COL LEGNO, WWE 1CD 20017(Molitve in Elegia per Hugo za violo in akordeon, Bagatele in Tangi za akordeon in klavier)
- Žarko Ignjatović – kitara (1998), SAZAS MVCD 0015 (Passing Away on Two Strings)
- Revoluçionario (1997), Stefan Hussong-akordeon, Mika Yamada-klavir, Thorfon, CTH 2374 (Tangos I – V za akordeon in klavier)
- Uroš Rojko – KAMMERMUSIK (1995), Ensemble Aventure; ARS MUSICI, AM 1122-2 (Ottoki  za pihalni kvintet, Tati za violino brez loka, Glass Voices za flavto in klavir, Whose Song za akordeon, Atemaj za flavto in oboo, Passing Away On Two Strings za kitaro)
- Couleurs I (1995), J.Creitz, Hugo Noth; HOHNER RECORDS, HR 08.099.431 (Molitve in Elegia per Hugo za violo in akordeon)
- Tango Fantasy (1995), Stefan Hussong; DENON, CO-78841 (Alien Tango za akordeon)
- John-Edward Kelly - saksofon, Bob Versteegh – klavir (1995); COL LEGNO, WWW 1CD 31891 (Godba za altsaksofon in klavir)
- Whose Song (1992) Stefan Hussong - Akkordeonmusik des 20. Jahrhunderts, Thorofon, CTH 2184 (Whose Song  za akordeon)